# Diszel
Diszel 1977. április elseje óta Tapolcához tartozó egykori község.

## Fekvése
Az Eger-patak két partján elterülő település Tapolcától 5 kilométerre keletre fekszik a 77-es főút mentén, a Csobánc tanúhegytől északra.

## Történelme
Diszelt és környékét már ősidők óta lakják: 1920-ban bronzkori leleteket és római épületmaradványokat, telephelyet találtak.
Először 1255-ben említik az oklevelek Terra nomine Dezl és nobiles de Dezl neveken, 1329-ben pedig Dyzl néven. Az Árpád-házi királyok idejében udvarnokok laktak a településen.
A török megszállás alatt a falu teljesen lepusztul, de a 16. század végére újraéledt a település.
Az 1720-as években a földesúr az egyik Eszterházy herceg volt.

## Sport
Diszel SE

## Látnivalók
Diszel egyik legnagyobb nevezetessége, az Első Magyar Látványtár, mely 1997 óta funkcionál kiállítóházként. Az elromosodott Stankovics-malom, Mújdricza Péter építész tervei alapján 7 évi építkezés után született ujjá, és azóta minden évben új kiállítással várja látogatóit, egész éves nyitva tartással. Néhány korábbi kiállítás címe: Mindenkinek Kenyér és Rózsa, Remekművek és remek művek, Ég és Föld násza, avagy a Teremtés geometriája, Minden mulandó, A műgyűjtés dicsérete, Életöröm.

## Híres emberek
- Ács Ferenc (Diszel, 1828. július 9. – Diszel, 1916. május 5.), költő, honvédhadnagy[5]
- Botár Árpád (Dicsőszentmárton, 1883. január 3. – Diszel, 1965. október 31.), katonatiszt, újságíró[6]